# Пустовійтове
Пустові́йтове —  село в Україні, у Глобинській міській громаді Кременчуцького району Полтавської області. Населення становить 1164 осіб (на 2011 рік). До 2020 орган місцевого самоврядування — Пустовійтівська сільська рада. Окрім Пустовійтового, сільській раді було підпорядковане село Балабушині Верби. День села — 9 травня.

## Географія
Село розташоване на березі річки Сухий Омельник, вище за течією за 2 км лежить село Новодорожнє, нижче за течією за 1 км — село Махнівка.
Село оточують рівнинні, слабохвилясті поля. Вони покриті чорноземом. Клімат помірно-континентальний з середньорічною сумою опадів 460—470 міліметрів. Середньорічна температура повітря +7,5°C.
Рослинність краю характерна для степової зони. Ліси відсутні, окрім польових лісонасаджень та садів у мешканців села.
Тваринний світ збіднілий внаслідок орання степів та осушення частини боліт.

## Історія
Пустовійтівка уперше згадується 1732 р. як свіжопоселена слобідка, заснована миргородським полковником Павлом Апостолом, сином гетьмана Д. Апостола (хоча шляхтич чи то просто значна людина з Кременчуччини Павло Пустовійт згаданий 1647, отже, можливо, назва хутора-селища ще з середини XVII ст.). По смерті П. Апостола 1736 хутором Пустовойтовим володіє чоловік його сестри — бунчуковий товариш Петро Кулябка (стан на 1743). Селище входило до складу Городиської сотні Миргородського полку, з 1781 — до Городиського повіту Київського намісництва. З 1789 — Градизького повіту Катеринославського намісництва, з 1796 року Кременчуцького повіту Малоросії, з 1802 року до Полтавської губернії.
У 1850 році Пустовійтове реорганізоване у містечко. За переписом 1859 року у ньому було 196 дворів, мешкало 1008 жителів.
Село належало поміщику Федору Базилевському, пізніше (до Жовтневої революції 1917 року) В. О. Остроградському.
У Пустовійтовому у березні 1862 року відбулося повстання селян проти підписання Уставної грамоти, про яке, навіть, була розміщена стаття в часописі "Основа" , де детально розповідається про цю подію.  А у 1916 році — повстання жінок, полільниць буряків. У селі існувала церква, земське однокласне, пізніше трьохкласне училище, церковно-парафіяльна школа для дівчаток.
Радянську окупація в Пустовійтовому розпочалась у січні 1918 року. У березні 1923 року село, як центр сільради, було віднесено до складу Глобинського району. Тоді мешкало у селі 2356 жителів.
На території села у 1918 році створено Пустовійтівський бурякорадгосп на землях, які належали В. О. Остроградському. До 1924 року радгосп був у складі Глобинського цукрокомбінату, а з 1924 року став самостійним господарством.
У Національній книзі пам'яті жертв Голодомору 1932—1933 років в Україні вказано, що 68 жителів села Пустовійтове загинули від голоду.
У вересні 1941 року село окупували німці. У роки Радянсько-німецької війни майже 700 жителів села узяли участь у війні, понад 200 чоловік загинуло, 190 жителів Пустовійтового було відправлено на роботи до Німеччини. Пустовійтове було визволене від німців 27 вересня 1943 року.
Пустовійтове було радіофіковане у 1953 році, електрифіковане у 1966 році.
12 червня 2020 року, відповідно до розпорядження Кабінету Міністрів України № 721-р «Про визначення адміністративних центрів та затвердження територій територіальних громад Полтавської області», село увійшло до складу Глобинської міської громади.
19 липня 2020 року, в результаті адміністративно - територіальної реформи та ліквідації Глобинського району, село увійшло до складу новоутвореного Кременчуцького району.

## Економіка
Виробнича спеціалізація підприємств розташованих на території Пустовійтівської сільської ради: виробництво зерна і технічних культур.

## Населення
За переписом 1859 року в ньому було 196 дворів, мешкало 1008 жителів. У березні 1923 року у селі 2356 жителів. Станом на 1 січня 2011 року населення села становить 1164 жителі, 708 дворів.
Кількість населення у селі змінювалась таким чином:
| 1859 | 1923 | 2001 | 2011 |
| ---- | ---- | ---- | ---- |
| 1008 | 2356 | 1283 | 1164 |
|      | ▲    | ▼    | ▼    |

### Мова
Розподіл населення за рідною мовою за даними перепису 2001 року:
| Мова            | Кількість | Відсоток |
| --------------- | --------- | -------- |
| українська      | 1234      | 96.18%   |
| російська       | 37        | 2.88%    |
| білоруська      | 6         | 0.47%    |
| румунська       | 4         | 0.31%    |
| інші/не вказали | 2         | 0.16%    |
| Усього          | 1283      | 100%     |

## Цікаві факти
На території села знайдено скарб із 96 монет (13-18 століття).

## Інфраструктура
На території села працюють:
- дитячий садок
- школа І-ІІІ ступенів
- амбулаторія загальної практики сімейної медицини
- ФП
- будинок культури
- функціонує сільська бібліотека

## Особистості
Серед уродженців села — Герой Радянського Союзу Василь Хильчук, І. І. Бердник кавалер ордена Червоного Прапора, учасник Параду Перемоги на Красній Площі в Москві. Герої Соціалістичної Праці Р. Ф. Грущенко, А. Ю. Панченко, П. А. Хрей.
- Іванчик Віктор Петрович — український підприємець, заслужений працівник сільського господарства України.
- Вихристюк Сергій Григорович — прапорщик, командир евакуаційного відділення взводу МТЗ 9-й артилерійської батареї 27-го Сумського реактивного артилерійського полку. Загинув під час обстрілу в зоні АТО.
- Клочко Марія Олександрівна — народний депутат ВРУ 3-го скликання.
- Мазоренко Дмитро Іванович — кандидат технічних наук, професор, член-кореспондент Української академії аграрних наук, ректор Харківського національного технічного університету сільського господарства імені П. Василенка.